# Piątnica Włościańska
Piątnica Włościańska – wieś w Polsce położona w województwie podlaskim, w powiecie łomżyńskim, w gminie Piątnica.
W latach 1975–1998 miejscowość administracyjnie należała do województwa łomżyńskiego.
Jest to południowa część wsi Piątnica, zamieszkana przez drobnych i średnich rolników jeszcze od czasów przedpowstaniowych z 1863 roku. Od 1779 roku do końca XVIII wieku dzierżawiona była przez Mateusza Czarnka, a w XIX wieku przez Wiktora Rembielińskiego.
Wierni kościoła rzymskokatolickiego należą do parafii Przemienienia Pańskiego w Piątnicy.